# شاهدخت و گرگینه
شاهدخت و گرگینه یا شوهر ناراضی (چینی: 郎君不如意؛ انگلیسی: The Princess and the Werewolf) مجموعه تلویزیونی چینی در سال ۲۰۲۳ به کارگردانی چنگ فنگ و با بازی وو شوان‌یی و چن ژه‌یوان است.
این مجموعه اقتباسی از رمان قیام ققنوس‌ها ۲: ازدواج پرنسس نوشته شیان چنگ است که داستان عاشقانه فانتزی بین پرنسس چی پا از پادشاهی بزرگ شیا و جون کویمولانگ، گرگی دوچهره از قبیلۀ انسان‌های وحشی، را روایت می‌کند.

## خلاصه داستان
شاهزاده خانم چی پا (وو شوان‌یی) از پادشاهی بزرگ شیا هنگام بررسی پرونده آتش‌سوزی عمدی در کاخ امپراتوری مورد حمله قرار گرفت. او به‌طور تصادفی مروارید معنوی را که می‌توانست کویمو لانگ را نجات دهد، قورت داد و توسط کویمو لانگ (چن ژه‌یوان)، گرگ دوچهرۀ قبیلۀ جانوران، نجات یافت و به قبیله جانوران بازگردانده شد. کویمو لانگ قصد داشت برای به‌دست آوردن مروارید معنوی با چی پا ازدواج کند، اما چی پا هیچ حس خوبی نسبت به کویمو لانگ نداشت و فقط می‌خواست به پادشاهی بزرگ شیا بازگردد. با این حال، او به تدریج نسبت به لی شیونگ احساساتی پیدا کرد. همان‌طور که او در طول روز بیشتر و بیشتر با لی شیونگ و در شب با کویمو لانگ می‌گذراند، چی پا سرانجام عاشق کویمو لانگ شد. پس از تمام کشمکش‌ها و درگیری‌های عشق و نفرت، این دو سرانجام ازدواج کردند.

## بازیگران
- وو شوان‌یی در نقش چی پا
- چن ژه‌یوان در نقش کویمو لانگ
- شی زیکون در نقش لیو جون
- وانگ لوکینگ در نقش هونگ شیو